# كاميلو فينكلر
كاميلو فينكلر (بالألمانية: Camillo Winkler)‏ هو مجدف نمساوي، (و. 1911  م).

## وصلات خارجية
- كاميلو فينكلر على موقع الاتحاد الدولي للتجديف (الإنجليزية)
- كاميلو فينكلر على موقع اللجنة الأولمبية الدولية (الإنجليزية)
- كاميلو فينكلر على موقع أوليمبيديا (الإنجليزية)